# Rueda traslapada

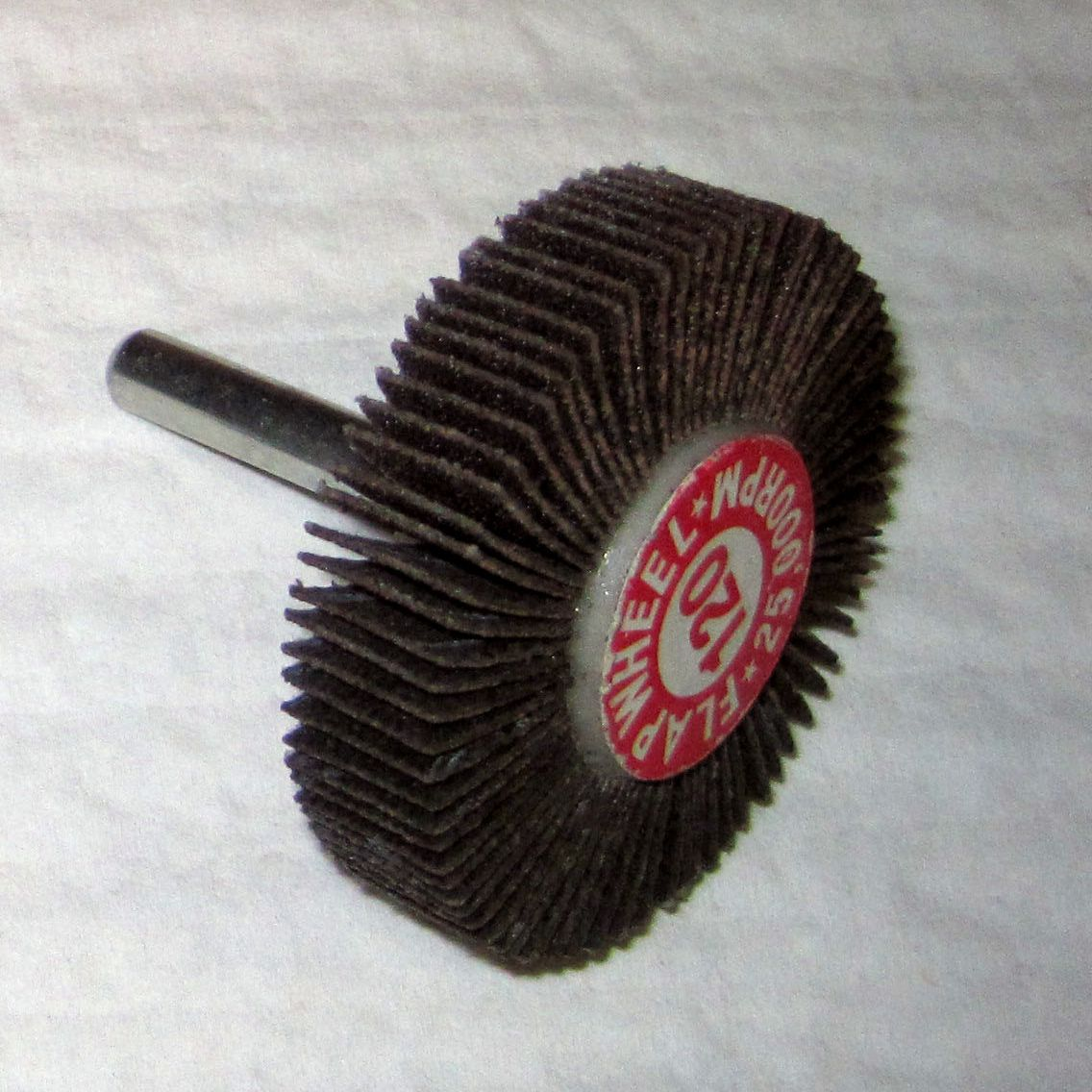
Rueda traslapada, para uso en taladros eléctricos.

Una rueda traslapada y el pariente disco traslapado es un dispositivo abrasivo, utilizado para el acabado de superficies metálicas. A diferencia de los discos planos simples, fabricados con una hoja circular plana de granos de material abrasivo adosado a su superficie, una rueda traslapada está conformada por múltiples trozos pequeños o lengüetas de papel o tela con granos de material abrasivo pegados y dispuestas en forma traslapadas, adosadas a un eje central.

## Ventajas
Las ventajas de una rueda traslapada con respecto a un disco tradicional son dos:
- Los trozos separados que forman la rueda atacan la superficie cada uno con un ángulo ligeramente distinto, y ello además varia levemente con el ángulo de la herramienta. Ello permite evitar el problema común de las hojas abrasivas planas, que producen rayaduras idénticas en forma repetitiva.
- El desgaste abrasivo se distribuye en forma más homogénea entre las diversas lengüetas, y a lo largo de cada lengüeta. Las lengüetas se desgastan desde su extremo exterior y el soporte de las lengüetas se desplaza en la medida que la superficie abrasiva se va desgastando. La rueda se puede utilizar aun cuando las lengüetas se van erosionando. Comparada con las superficies abrasivas planas, que se descartan luego de que solo una pequeña parte de la superficie abrasiva es desgastada, lo cual significa un uso mucho más eficiente del material abrasivo.

## Desarrollo

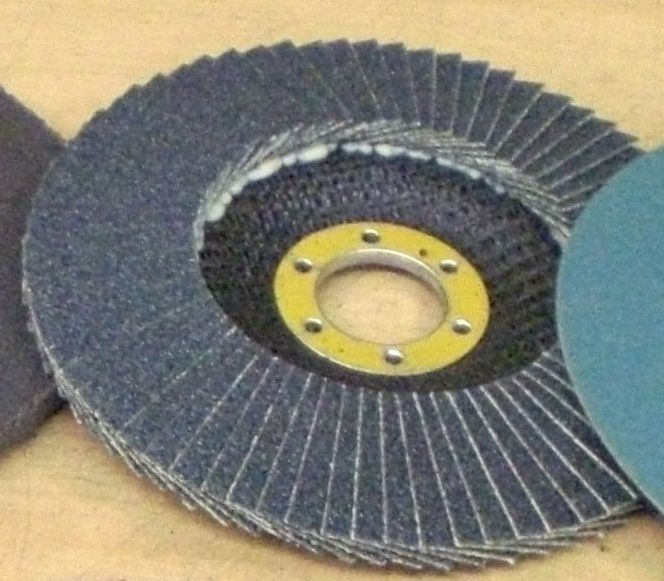
Disco traslapado para pulido en ángulo.

Las mismas fueron desarrolladas en la década de 1950 y su uso fue alentado por el desarrollo de las turbinas de gas. Las mismas requerían de una producción elevada de fundiciones de precisión que requerían de un pulido cuidadoso. En particular, las tensiones centrífugas muy elevadas que se producen durante la operación requieren de una técnica de acabado superficial que no produjera rayaduras superficiales que pudieran actuar como zonas de concentración de tensiones.
Las primeras ruedas traslapadas se fabricaron cortando hojas de material abrasivo, y adosándolas a un disco plano en varias capas. Las mismas tenían la ventaja que la vida útil de los materiales era más extensa, pero su geometría aun era plana por lo que tendían a producir superficies planas si no se las utilizaba con cuidado.
Las primeras ruedas traslapadas tenían un diámetro mayor que las actuales y estaban pensadas para ser utilizadas en una máquina pulidora o amoladora fija. Las mismas eran utilizadas para quitar rebabas y pulir las piezas producidas mediante procesos de fundición, a menudo en vez de una rueda  tipo cepillo de alambre. La rueda traslapada cortaba con mayor rapidez, dejando menos rayones sobre la superficie y menos contaminación que los alambres.
Las ruedas traslapadas portátiles se fabricaban fijando lengüetas de tela abrasiva en forma radial a un núcleo provisto de un eje. Estas habían sido pensadas para ser utilizados con taladros eléctricos y por lo tanto la velocidad de rotación no debía exceder unas 1,000 rpm.
Con el desarrollo de los materiales abrasivos, la tela abrasiva tuvo la capacidad de aguantar mayores velocidades y las fuerzas resultantes. Lo cual permitió producir ruedas traslapadas para uso en pulidoras de ángulo de alta velocidad. Estos discos tenían un formato diferente: planos, en forma similar a los discos de pulido rígidos originales, y con las lengüetas ordenadas en un arreglo traslapado denso en vez de en forma radial. La vida útil adicional que ello le otorgaba al disco la posibilidad de usarlo quitar material y conformado del metal, no solo terminación y pulido.
La flexibilidad que posee una rueda traslapada es una ventaja para alisar piezas o superficies curvadas y evita se formen facetas, como si en cambio sucede con los discos rígidos. Ello quedó aún más en evidencia con el desarrollo de las ruedas traslapadas con fijación mediante espuma. Las mismas utilizaban una menor cantidad de lengüetas, espaciadas mediante un espaciador de una espuma flexible. Lo cual las torna aún más flexibles, por lo tanto más adecuadas para proveer un acabado suave a superficies curvas.